# Straßenbahn Hakodate
Die Straßenbahn Hakodate (jap. 函館市電, Hakodate shiden) ist ein Straßenbahnnetz in Hakodate auf der Insel Hokkaidō in Japan.
Es besteht aus zwei Linien, die den größten Teil ihres Weges gemeinsam verkehren und sich am Ende in zwei getrennte kurze Außenäste mit jeweils drei Haltestellen aufteilen:
- Linie 2: Yunokawa – Matsukazechō – Hakodate-Ekimae – Jūjigai – Yachigashira
- Linie 5: Yunokawa – Matsukazechō – Hakodate-Ekimae – Jūjigai – Hakodate-Dokku-mae

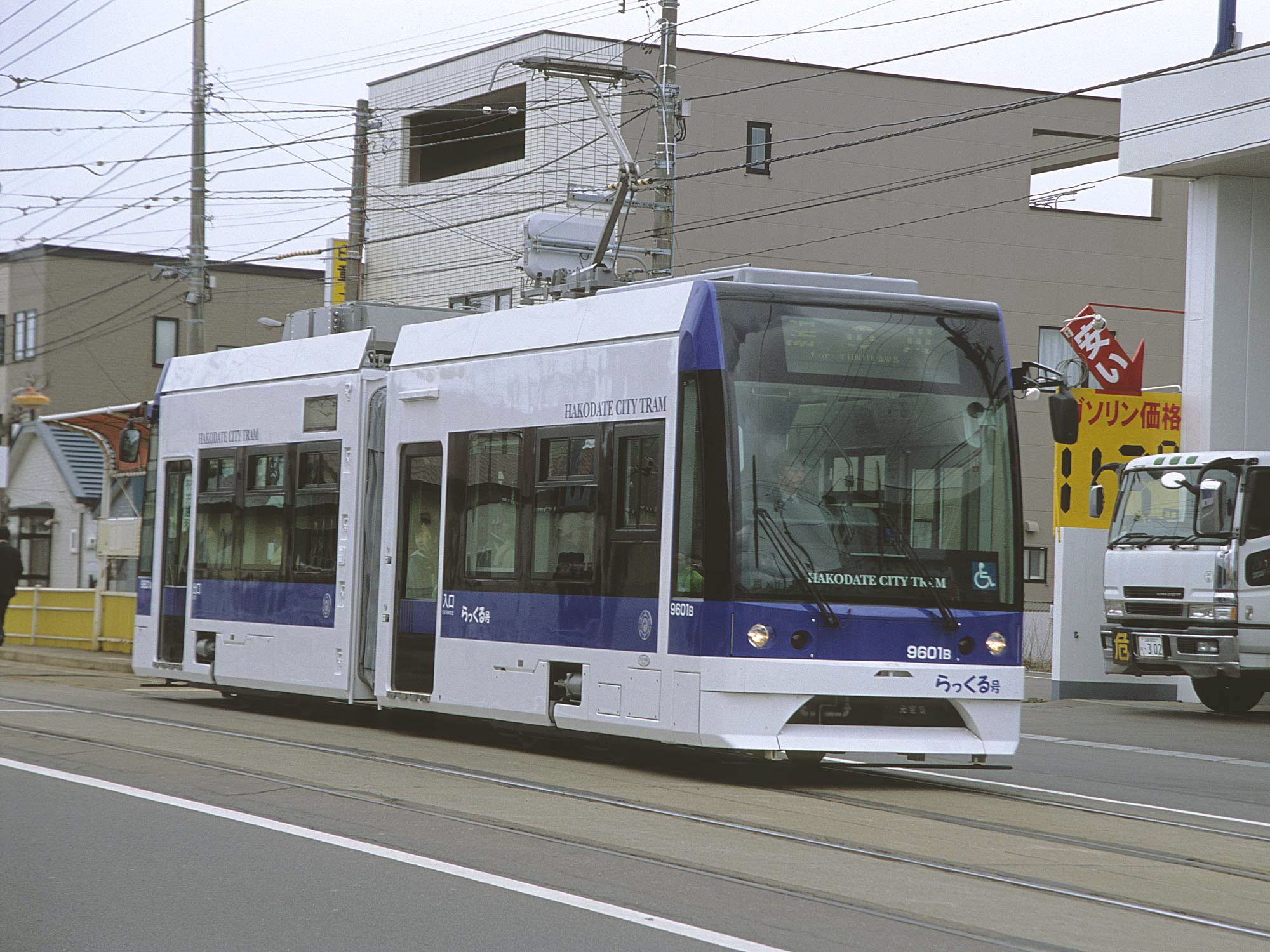
Die neuesten Fahrzeuge sind die Straßenbahnen des Typs 9600

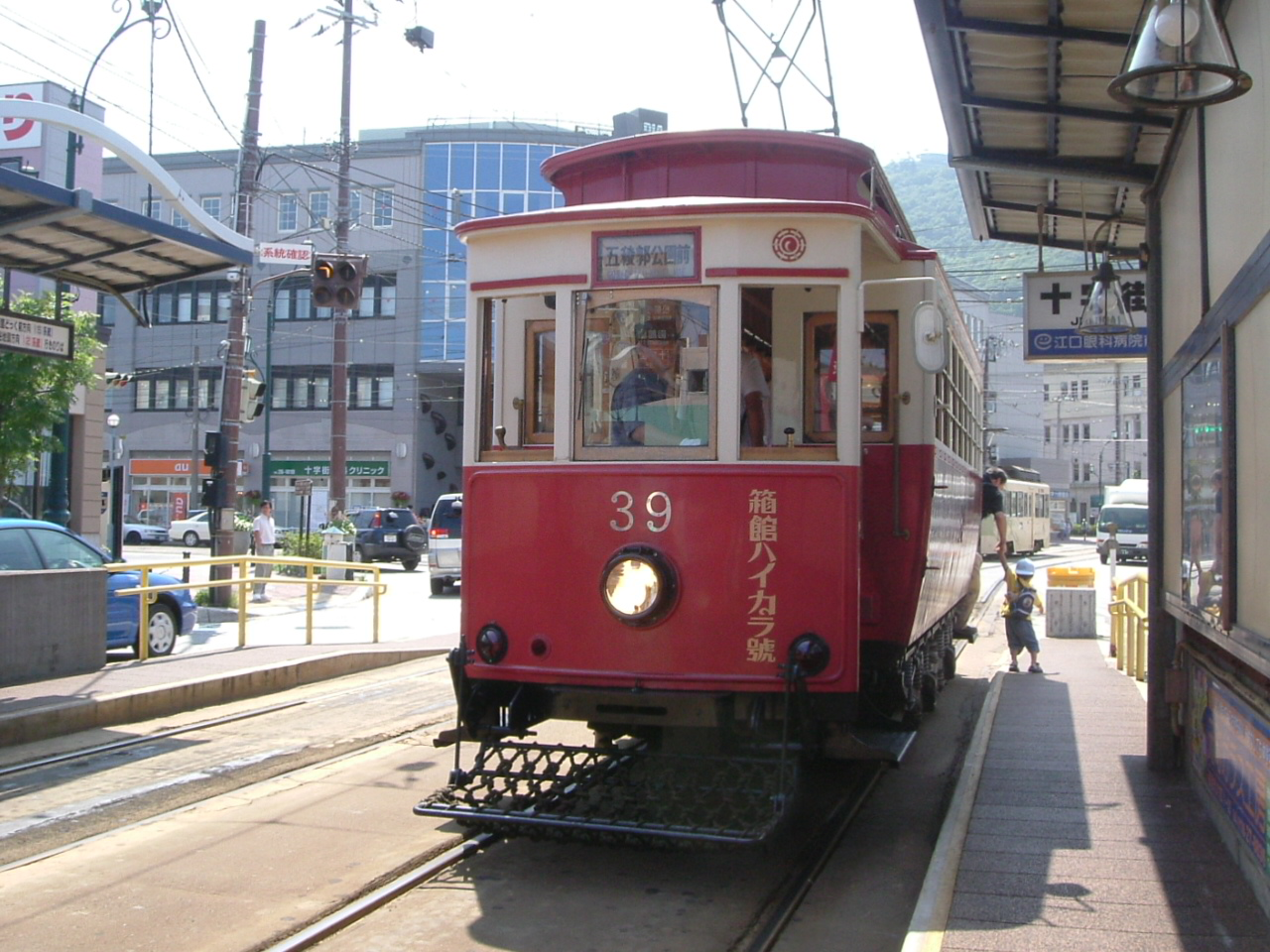
Dieses historische Fahrzeug von 1910 wird noch heute für touristische Fahrten eingesetzt

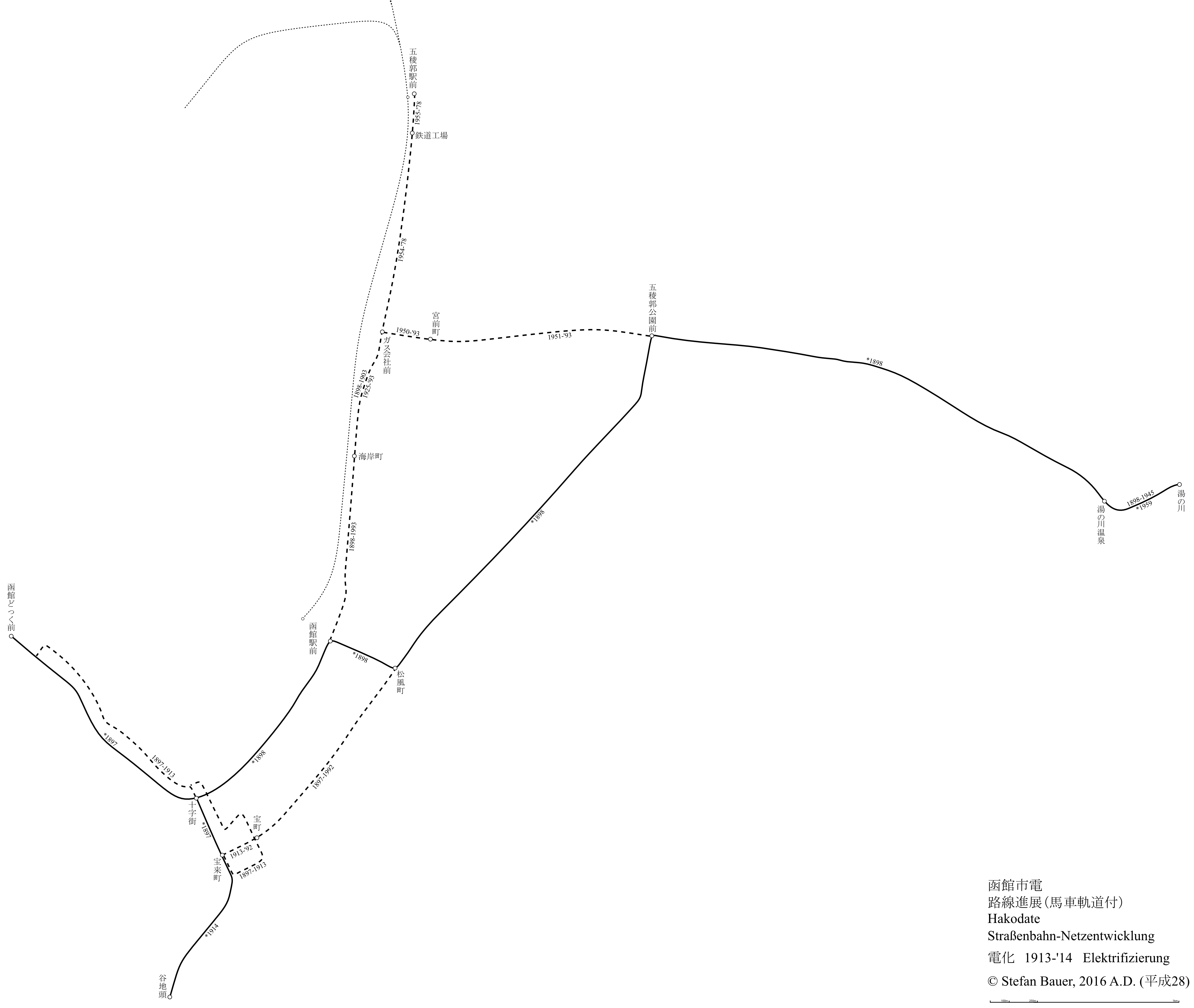
Netzentwicklung (durchgezogen = Bestand, unterbrochen = stillgelegt)

Beide Linien verkehren im gleichen Takt und bilden auf dem gemeinsamen Abschnitt eine gleichmäßige gemeinsame Fahrtenfolge. Seit Anfang Juni 2022 werden die Linien in der Normalverkehrszeit jeweils alle 16 Minuten bedient, zur morgendlichen Hauptverkehrszeit alle zwölf Minuten.
Die Straßenbahn wurde 1897 als Pferdebahn eröffnet und 1913 elektrifiziert. Dabei wurden die zuvor teilweise durch Parallelstraßen geführten Strecken vereinfacht. Nach verschiedenen privaten Betreibern wird der Verkehr seit 1943 im Auftrag der Stadtverwaltung durchgeführt. Insbesondere in der Nachkriegszeit erfolgten weitere Streckenausbauten im Norden der Stadt. Diese und eine zentrale Innenstadtstrecke wurden aber 1992/3 stillgelegt, sodass das heutige Netz verblieb. Potentielle Erweiterungen kamen seitdem nicht über das Diskussionsstadium hinaus.
Die Spurweite von 1372 mm ist die „schottische“ Spur (4 Fuß, 6 Zoll) wie man sie sonst nur noch bei einigen Bahnen im Raum Tokio findet.
Der Fuhrpark setzt sich (Stand Juni 2024) aus 26 Hochflurwagen und sechs Niederflurwagen zusammen. Das erste teilniederflurige Fahrzeug (Nr. 8101) ist ein 2002 von Niigata Engineering gebauter, vierachsiger Wagen mit 26 Sitzplätzen (12,39 m lang, 2,34 m breit). Es folgten 2007, 2010, 2013, 2018 und 2023 fünf zweiteilige Kurzgelenkwagen des Herstellers Alna Sharyo mit den Nummern 9601 bis 9605 und 31 Sitzplätzen (13,25 m lang, 2,34 m breit). Sie werden herstellerseitig als Typ C2 der Little-Dancer-Familie bezeichnet. Weiterhin stehen zwei Arbeits- und drei Paradewagen zur Verfügung. Außerdem verfügt der Betrieb mit dem touristisch genutzten Wagen 39 (ex-Narita) über das älteste erhaltene Straßenbahnfahrzeug Japans.